# Pachytriton
Pachytriton is een geslacht van salamanders uit de familie echte salamanders (Salamandridae). De groep werd voor het eerst wetenschappelijk beschreven door George Albert Boulenger in 1878.
Er zijn negen soorten, inclusief de pas in 2016 beschreven soort Pachytriton wuguanfui. Alle soorten komen voor in Azië en zijn endemisch in China.

## Indeling
Geslacht Pachytriton
- Soort Pachytriton archospotus
- Soort Pachytriton brevipes
- Soort Pachytriton changi
- Soort Pachytriton feii
- Soort Pachytriton granulosus
- Soort Pachytriton inexpectatus
- Soort Pachytriton moi
- Soort Pachytriton wuguanfui
- Soort Pachytriton xanthospilos